# کاسپاز ۱۴
کاسپاز ۱۴ (انگلیسی: Caspase 14) نام یک آنزیم است که در انسان توسط ژن «CASP14» کُد می‌شود.
این آنزیم توسط کاسپاز ۸ و کاسپاز ۱۰ فعال می‌شود و وجودش برای تکامل نهایی و بلوغ کراتینوسیت نقش لازم است که نقش مهمی در «سد پوستی» در انسان دارند.
این پروتئین پوست انسان را تقویت کرده و در لایه‌های بیرونی اپی‌درم واقع است و جای اصلی‌اش در سلول، سیتوزول است.